# 尼斯沙洛納河

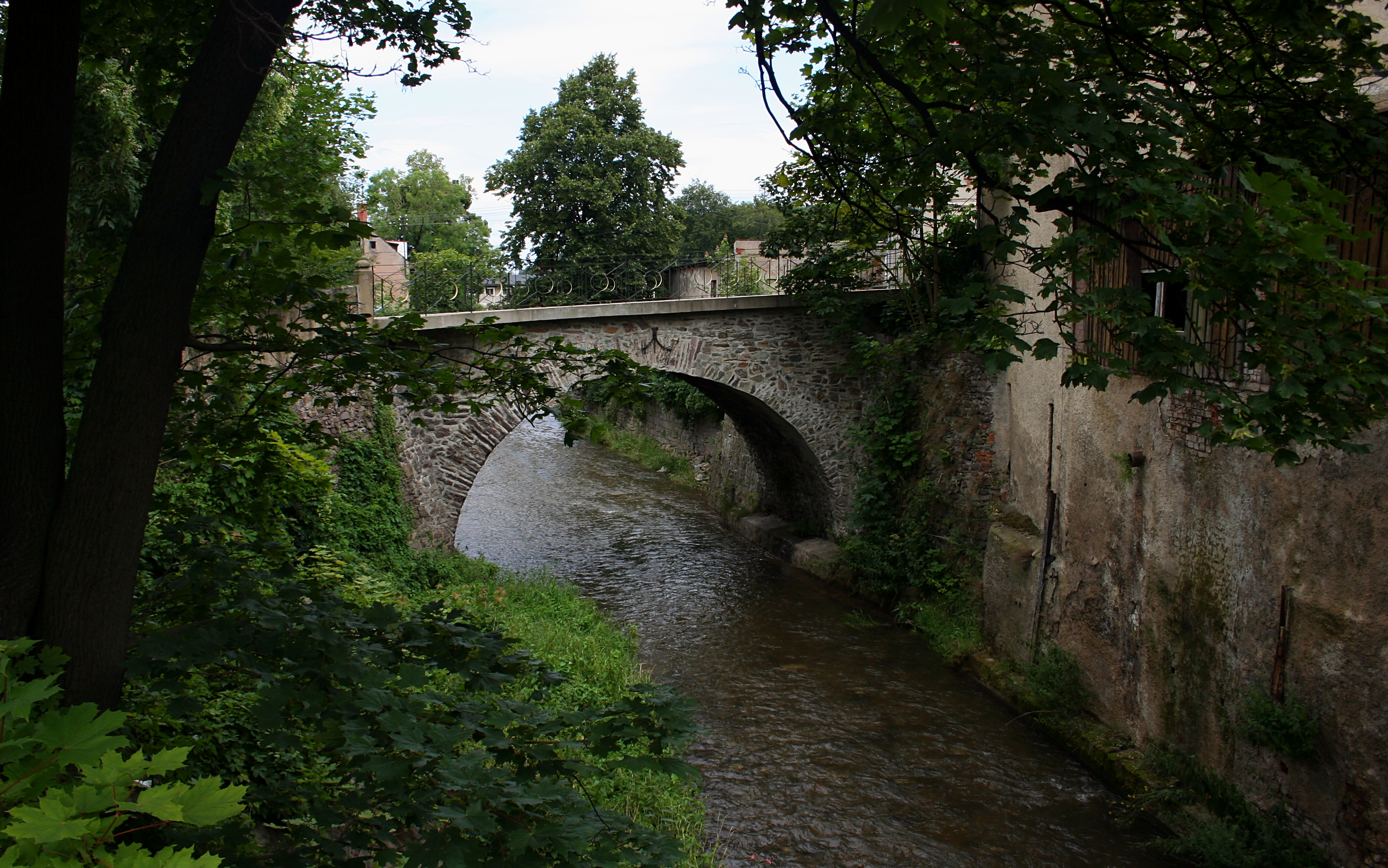

51°09′23″N 16°04′35″E / 51.1563417°N 16.0764417°E
尼斯沙洛納河（波蘭語：Nysa Szalona；含义均为“汹涌的尼斯河”；德语又称，意为“亚沃尔的尼斯河”）是波蘭下西里西亞省的河流，位於該國西部，屬於卡恰瓦河的右支流，河道全長54公里，流域面積約400平方公里，河畔城鎮有博爾庫夫和亞沃爾。